# Luchtkasteel (natuurgebied)
Luchtkasteel is een natuurgebied van het Goois Natuurreservaat in Huizen, grenzend aan Bikbergen en de Vliegheide.
Het Luchtkasteel vormt een bijna aaneengesloten gebied met Bikbergen, Crailo, IJzeren Veld en Trapjesberg. Het gebied bevindt zich tussen de Nieuwe Bussummerweg, de Oud Bussummerweg en de Langerhuizenweg te Huizen. De natuur bestaat uit een mengeling van oude landbouwgrond, heide en bos. Luchtkasteel wordt omgeven door bosranden. Het naaldbos wordt geleidelijk omgevormd naar een hier van nature thuishorend loofbos.
De naam "Luchtkasteel" is ontleend aan een voormalige zomerwoning die ooit op palen midden in dit gebied stond.
Het Luchtkasteel wordt begraasd door Schotse Hooglanders waardoor dit gebied de kans krijgt om heidegrond te ontwikkelen en bomengroei wordt tegengegaan.